# Alberto Polacchi
Alberto Polacchi (Domodossola, 8 gennaio 1973) è uno skeletonista italiano.
La sua prima affermazione in campo professionistico è il quarantunesimo posto in Coppa del Mondo a Winterberg, in Germania, nel gennaio del 1997.
Ha preso parte alla Coppa Europa di skeleton con i seguenti risultati:
- 2° il 16 novembre 2006 a Igls
- 2° il 28 gennaio 2006 a Sankt Mortiz
- 7° il 13 febbraio 2006 a Winterberg
- 8° il 23 novembre 2007 a Igls Austria
- 13° il dicembre 2001 a Igls
- 16° il dicembre 2001 a Altenberg
- 16° il novembre 2001 a Winterberg
- 16° il novembre 2000 a Igls
- 17° il 31 gennaio 2004 a Igls
- 17° il dicembre 2002 a Winterberg
- 18° il gennaio 2003 a Altenberg
- 28° il gennaio 2001 a Königssee

Ha preso parte alla Challenge Cup di skeleton con i seguenti risultati:
- 8° il gennaio 2006 a Königssee #2
- 8° il gennaio 2006 a Königssee #

Ha preso parte alla Coppa del Mondo di skeleton con i seguenti risultati:
- 14° il 9 febbraio 2007 a Cesana Pariol - Torino
- 17° il dicembre 2004 a Igls
- 21° il novembre 2004 a Winterberg
- 22° il 14 dicembre 2006 a Lake Placid
- 23° il 25 gennaio 2008 a St. Moritz - Svizzera
- 24° il 24 febbraio 2007 a Konigssee - Germania
- 25° il 17 gennaio 2009 a St. Moritz - Svizzera
- 24° il dicembre 2004 a Sigulda
- 26° il 7 dicembre 2006 a Salt Lake
- 27° il dicembre a Lake Placid - USA
- 28° il 30 novembre 2006 a Calgary
- 29° il novembre 2003 a Calgary (Canada)
- 35° il gennaio 2006 a Königssee
- 34° il dicembre 2005 a Igls
- 30° il 17 novembre 2005 a Lake Placid
- 30° il 10 novembre 2005 a Calgary
- 37° il gennaio 2005 a St. Moritz
- 37° il gennaio 2005 a Torino
- 27° il dicembre 2003 a Lake Placid
- 29° il novembre 2003 a Calgary
- 33° il dicembre 2004 a Altenberg

Ha preso parte ai Campionati mondiali di skeleton con i seguenti risultati:
- 19° il febbraio 2005 a Calgary
- 21° il gennaio 2007 a St. Moritz

Ha preso parte alla Coppa Intercontinentale:
- 13° il febbraio 2009 a Igls - Austria
- 13° il febbraio 2009 a Konigssee - Germania

Ha preso parte al Campionato italiano di skeleton con i seguenti risultati:
- 1° - CAMPIONE ITALIANO 2007 - il 6 gennaio 2007 a Cesana Torinese
- 1° - CAMPIONE ITALIANO 2006 - nel gennaio sulla pista olimpica di Cesana Torinese
- 1° - CAMPIONE ITALIANO 2005 - nel dicembre sulla pista olimpica di Cesana Torinese
- 2° - VICE CAMPIONE ITALIANO 2009 - nel marzo 2009 a Cesana Pariol - Torino
- 4° il marzo 2008 Campionati nazionale a Cesana Pariol - Torino
- 4° il febbraio 2003 Campionato nazionale
- 5° il febbraio 2004 ITA Igls Campionato nazionale
- 5° il 2002 Italian Nationals Campionato nazionale
- 6° il 1999 Italian Nationals Campionato nazionale

Si è qualificato per i XX Giochi olimpici invernali di Torino, per i quali non è stato però selezionato